# 吉井铁路
吉井铁路（又称：井冈山铁路、官方名称：吉井线），是位于江西省西南部吉安市境内的一条铁路。线路起点为京九铁路吉安南站，向西跨越泸水后，经高塘芋、永阳街，跨过禾水，再经指阳、碧溪到达井冈山市。线路全长82公里，沿罗霄山东北侧铺设，沿线大部分地区为剥蚀低山、丘陵地带。桥隧长度占全线总长度的15.5%。全线共设有车站5座。2005年3月全线开工建设，建设工期2年。2007年4月18日开通运营。
开通客运后，原由吉安站始发的列车均延长到井冈山站始发。2012年，井冈山站开通了10对客运列车，均为K或Z字头的高等级列车，通达北京西站、上海南站、深圳站、南昌站。

## 历史
早在1956年初就开始勘测有计划在井冈山修建铁路的计划。
井冈山铁路作为衡吉铁路（现在称为衡茶吉铁路）的吉井段于2004年就开始了前期工作，该铁路曾计划从京九线泰和引出至井冈山，但最终决定从京九线吉安南站以南引出至井冈山。
2005年3月31日开工，2007年4月18日开通。

## 技术标准
- 铁路等级：线下I级，线上II级
- 正线数目：单线
- 最小曲线半径：一般地段1600米，困难地段1200米
- 限制坡度：12‰
- 到发线有效长度：650米，预留850米条件
- 牵引种类：电力
- 机车质量：2000吨
- 闭塞方式：半自动闭塞

## 建设情况
- 建设单位：南昌铁路局
- 设计单位：铁道勘察第四设计院
- 施工单位：中铁五局集团有限公司、中铁十八局集团有限公司、中铁二十二局集团有限公司、中铁二十五局集团有限公司
- 监理单位：上海天佑工程咨询公司、南昌华路监理公司